# 奧爾登森特 (紐約州)
奧爾登森特（英語：Alden Center）是位於美國紐約州伊利縣的非建制地區。

## 歷史
奧爾登森特的郵局於1857年設立，其後於1902年停運。

## 地理
奧爾登森特所處的海拔為高於海平面252米（即827英呎），而該地所採用的時區為UTC-5，即北美东部时区（EST）。同時該地設有夏令時間，為UTC-5調快一小時，即UTC-4（EDT）。